# Maddalena Musumeci
Maddalena Musumeci (Catania, 26 de março de 1976) é uma jogadora de polo aquático italiana, campeã olímpica.

## Carreira
Maddalena Musumeci fez parte do elenco campeão olímpico de Atenas 2004.